# Tapeinostemon breweri
Tapeinostemon breweri är en gentianaväxtart som beskrevs av J. Steyermark och B. Maguire. Tapeinostemon breweri ingår i släktet Tapeinostemon och familjen gentianaväxter. Inga underarter finns listade i Catalogue of Life.